# 廣橋仲子
廣橋仲子（ひろはし ちゅうし/なかこ、藤原仲子、紀仲子，1330年代—1427年6月14日），南北朝時代、室町時代女性。女院。后光严天皇的典侍，後圆融天皇的生母，廣橋兼綱的养女，生父是石清水八幡宮祠官善法寺通清。生母是四辻宮尊雅王之女（法名智仙聖通）。院号崇賢門院，姐妹紀良子（足利義詮側室，足利義満生母）、伊達政宗正室輪王寺殿。

## 生平
延元元年（1336年）一说延元4年（1339年）出生，初为后光严天皇典侍，正平十三年（1358年）生緒仁親王（后圆融天皇），正平十七年（1362年）生熙永親王（永助入道親王），正平十八年（1363年）生尧仁法亲王，建德二年（1371年）生尧性法親王。建德二年（1371年）緒仁親王即位。天授六年（1380年）正月，廣橋仲子准三宮。弘和2年（1382年），后圆融天皇让位给後小松天皇。弘和三年（1383年）四月廿五日，院号宣下，号崇賢門院。 应永三十四年（1427年）五月二十日，八十九岁或九十二岁时薨。